# كريول غويانا الفرنسية
كريول غويانا الفرنسية (بالفرنسية: Créole guyanais)‏ هي من لغات الكريول، ذات قاعدة معجمية فرنسية تتحدث في غويانا. نجد فيها بعض الألفاظ من البرتغالية والذي يفسر بالقرب من البرازيل والتواجد البرتغالي في سورينام لعدة سنوات، بالإضافة إلى ألفاظ من أصل إفريقي أو هندي-أمريكي وكذلك بعض التأثير للكريولات الكاريبية الأخرى ذات القاعدة المعجمية الفرنسية (الهجرة الهايتية، الغوادلوبية والمارتينيكية).